# Grigori Koelik
Grigori Ivanovitsj Koelik (Russisch: Григорий Иванович Кулик) (Doedinkovo, gouvernement Poltava, 9 november 1890 - Moskou, 24 augustus 1950) was een held van de Sovjet-Unie en maarschalk van de Sovjet-Unie die vocht in de Tweede Wereldoorlog en nadien gefusilleerd werd.

## Jeugd
Grigori Koelik werd in een boerenfamilie geboren als jongste van twee broers. Hij liep vier jaar school. In 1905 werd zijn oudere broer tot gevangenisstraf veroordeeld wegens deelname aan een staking. Daarna trad Grigori toe tot de revolutionairen, nam deel aan geheime bijeenkomsten en verborg illegale literatuur en wapens. Toen zijn vader stierf bleef hij bij zijn moeder op de boerderij wonen en werken.
In november 1912 vervulde hij militaire dienst in het leger van het keizerrijk Rusland. Begin 1913 sloot hij zich aan bij een illegale revolutionaire organisatie.

## Eerste Wereldoorlog
Hij vocht in de Eerste Wereldoorlog bij de artillerie en ontving het Sint-Georgekruis 4e klasse

voor het feit dat hij op 19 april 1915 in een peloton naar de heuvel bij het dorp Metsina leidde onder sterk artillerie- en geweervuur, de oprukkende Duitsers bevocht tot de laatste kogel, waarbij de installatie op de heuvel steun bood aan de infanterie

Hij werd bevorderd tot onderofficier.
Na de Februarirevolutie van 1917 werd hij gekozen tot voorzitter van het comité van soldaten van achtereenvolgens een batterij, een brigade, een divisie en afgevaardigd naar het congres van vertegenwoordigers van delen van het westfront.
In juni 1917 werd hij gearresteerd wegens agitatie tegen het door het commando in juni 1917 georganiseerde offensief, maar onder druk van soldaten snel weer vrijgelaten. In november 1917 sloot hij zich aan bij de bolsjewistische partij en verliet het front met een groep gewapende soldaten. Hij keerde terug naar zijn vaderland, waar hij een detachement van de Rode Garde vormde, vocht tegen Duitse eenheden en hajdamaks. Als onderdeel van dit detachement trad hij in 1918 toe tot het 5e Rode Leger, onder bevel van Kliment Vorosjilov. Hij werd commandant van de artillerie van het 5e Leger en daarna, als opvolger van Kliment Vorosjilov, van het 10e en 14e Leger. 

## Russische Burgeroorlog
In de Russische Burgeroorlog werd hij commandant van de artillerie van het 1e Cavalerieleger. Hij vocht veldslagen in de Donbass nabij het station Rodakovo.
Hij vocht in 1918 samen met Jozef Stalin in de Slag bij Tsaritsyn.
Hij was enige tijd hoofd van het garnizoen in Charkov. Hij was provinciale militaire commissaris en sloeg anti-Sovjet-opstanden neer in Belgorod, Soemy, Charkiv, en aan de Don. In mei 1919 onderdrukte hij de opstand van Nykyfor Hryhoriv en hij ontving de Orde van de Rode Banier.

## Pools-Russische Oorlog (1919-1921)
In juni 1920 werd hij chef van de artillerie van het 1e Cavalerieleger en vocht tegen troepen van Anton Denikin  en Pjotr Wrangel in de Pools-Russische Oorlog. In 1921 ontving hij daarvoor zijn tweede Orde van de Rode Banier.
In juni 1921 was hij chef van de artillerie van het Militair district Noord-Kaukasus.

## Eerste huwelijk en gedwongen scheiding
Koeliks eerste vrouw was Lidia Jakovlevna Paul, een Duitse van geboorte. Ze ontmoetten elkaar in Rostov aan de Don, waar hij herstelde van zijn wonden. In 1922 kregen ze een dochter, Valentina. Deze trouwde met een militaire piloot, held van de Sovjet-Unie, generaal Aleksandr Osipenko, weduwnaar van de pilote, ook Held van de Sovjet-Unie Polina Osipenko. De vader van Lidia was een koelak. De Centrale Controlecommissie van de Communistische Partij van de Sovjet-Unie berispte Koelik wegens contrarevolutionaire communicatie met de wereldverslinder. Hij scheidde van zijn vrouw.

## Interbellum
In 1924 studeerde hij af aan de militaire academie. Hij werd assistent-chef van de artillerie van het Rode Leger. In 1925 werd hij Vicevoorzitter van het Militair-Industriële Comité van de Hoge Economische Raad. In 1926-1929 was hij het hoofd van het directoraat artillerie van het Rode Leger GAU RKKA). Hij verzette zich tegen vernieuwingen van Michail Toechatsjevski als de T-34 en KV-1 tanks en de Katjoesjaraket. 

Waarvoor hebben we raketartillerie nodig? Het voornaamste zijn door paarden getrokken kanonnen.

Hij verzette zich tegen gemechaniseerde en gemotoriseerde eenheden en manoeuvre-oorlogsvoering die Semjon Timosjenko voorstond. Hij was tegen defensieve mijnenvelden en vond landmijnen een wapen voor zwakkelingen. Hij was tegen het machinepistool PPD-40 wat hij een puur politiewapen vond. Van 1 juli 1930 tot 14 oktober 1930 was hij commandant van de Moskouse Proletarische Divisie. In 1930 op de verjaardag van de verdediging van Tsaritsyn ontving hij zijn derde Orde van de Rode Banier.
In 1930 ging hij naar de Froenzeacademie. In 1932 studeerde hij af en werd commandant van het 3e Legerkorps Fuseliers.

## Tweede huwelijk en weduwnaar
In 1930 ontmoette hij in een resort in Moskou de in 1904 geboren Kira Ivanovna Simonitsj. Kira scheidde van de rijke zakenman Jefim Abramovitsj Sjapiro en hertrouwde met Koelik. Haar vader was de Russisch-Servische graaf van het Regentschapskoninkrijk Polen Ivan Konstantinovitsj Simonitsj (1870-1919), die diende bij de tsaristische contraspionage in Helsingfors, waarvoor de Tsjeka hem in 1919 doodschoot. De NKVD schoot ook haar twee broers Konstantin en Sergej dood. Haar moeder en twee zussen emigreerden uit de USSR. De NKVD arresteerde Kira herhaaldelijk. Voor haar  huwelijk met Koelik woonde ze in Leningrad en de NKVD schaduwde haar omdat ze een vrije levensstijl leidde en omging met buitenlanders.
In september 1939 arresteerde de NKVD haar op straat bij het appartement van Koelik en bracht haar naar de Soechanovskaja-gevangenis. In november werd ze naar de Loebjanka-gevangenis gebracht en zonder proces doodgeschoten in de gebouwen van de NKVD.

## Spaanse Burgeroorlog
In 1936 werd hij onder de schuilnaam "Generaal Cooper" adviseur van de commandant van het front van Madrid in de Spaanse Burgeroorlog.

## Krijgsraad Michail Toechatsjevski
In mei 1937 keerde hij terug naar de USSR en verving op 23 mei een persoon die daags voordien was gearresteerd. Hij zetelde van 1 tot 4 juni 1937 in de krijgsraad onder leiding van de volkscommissaris van Defensie over de zaak Michail Toechatsjevski.
In 1938 schreef hij samen met het hoofd van het gepantserde directoraat Dmitri Pavlov, zijn assistent Pavel Alliloejev en GAU-commissaris Georgi Savtsjenko een brief aan IV Stalin waarin hij zijn bezorgdheid uitte over de voortzetting van de repressie tegen de commandostaf, waarin hij verklaarde dat ze de strijdbaarheid ondermijnen van het Rode Leger.

## Plaatsvervangend volkscommissaris van Defensie
In januari 1939 werd hij plaatsvervanger van Kliment Vorosjilov als Volkscommissaris van Defensie van de USSR. Nikolaj Voronov schreef:

Koelik was een man van weinig organisatie, die veel aan zichzelf dacht, die al zijn acties als onfeilbaar beschouwde. Het was vaak moeilijk te begrijpen wat hij wilde, wat hij probeerde te bereiken. Hij overwoog de beste methode van zijn werk om zijn ondergeschikten bang te houden. Zijn favoriete gezegde bij het opstellen van taken en instructies was: "Gevangenis of bevelen?" 's Ochtends ontbood hij meestal veel medewerkers, gaf zeer vaag vastgestelde taken en dreigend vragend "Begrijpt u?" beval hij het kantoor te verlaten. Iedereen die opdrachten kreeg, kwam meestal naar me toe en vroeg om opheldering en instructies.

## Sovjet-Japanse grensoorlog
In de zomer van 1939 arriveerde hij aan het hoofd van de commissie in de Slag bij Halhin Gol om commandant Zjoekov te helpen met artillerie. Hij mengde zich in het bevel over de troepen van de 1e Legergroep.
Op een kritiek moment in de strijd stelde hij Zjoekov voor om artillerie terug te trekken van het bruggenhoofd op de oostelijke oever van de Halhin Gol-rivier rond de heuvel Bain-Tsagan.
Op 15 juli berispte Vorosjilov in een telegram zijn plaatsvervanger en riep hem terug naar Moskou.

## Oekraïense Onafhankelijkheidsoorlog
In september 1939 coördineerde hij de fronten om de Oekraïense Volksrepubliek en de Wit-Russische Nationale Republiek bij de Sovjet-Unie te annexeren in de Oekraïense Onafhankelijkheidsoorlog.

## Winteroorlog
Als plaatsvervangend volkscommissaris van Defensie van de USSR nam hij deel aan de voorbereiding van leger- en artillerie-eenheden voor de Winteroorlog. Volgens Nikita Chroesjtsjov liet hij het Sovjetdorp Majnilo beschieten als voorwendsel voor de Winteroorlog.
Op 21 maart 1940 werd hij held van de Sovjet-Unie en ontving hij de Orde van Lenin en de Gouden Ster bij decreet van het Presidium van de Opperste Sovjet van de USSR "voor de voorbeeldige uitvoering van de gevechtsmissies van het commando aan het front van de strijd tegen de Finse Witte Garde en de moed en heldhaftigheid getoond”. Op 7 mei 1940 werd hij maarschalk van de Sovjet-Unie.

## Derde Huwelijk
In oktober 1940 hertrouwde Koelik met de 18-jarige Olga Jakovlevna Michailovskaja, een schoolvriendin van zijn dochter Valentina. Jozef Stalin kwam naar de bruiloft. In 1943 kregen ze een dochter, Natalia.

## Tweede Wereldoorlog
Toen Operatie Barbarossa begon op 22 juni 1941 nam Koelik het bevel over het 54e Leger van het Leningradfront.
Bij begin van de Tweede Wereldoorlog werd Koelik naar het westelijk front gestuurd.
Op 23 juni 1941 vloog hij naar Białystok om de acties van het 3e en 10e leger te leiden en een tegenaanval te organiseren door de troepen van een door cavalerie gemechaniseerde groep. Hij ging naar de frontlinie, waar hij op 25 juni, samen met de troepen van het 10e Leger, werd omsingeld, de communicatie verloor en boerenkleren aantrok. Hij ontmoette een detachement grenswachten dat de Duitse achterhoede op een georganiseerde manier verliet, met wie hij twee weken later de frontlinie overstak naar de zijne. Op 13 juli 1941 schreef het hoofd van de 3e divisie van het 10e leger, regimentscommissaris Elos te Moskou:

Het gedrag van de gedeputeerde is niet duidelijk. Volkscommissaris van Defensie maarschalk Koelik. Hij beval iedereen om hun insignes uit te doen, hun documenten weg te gooien, zich vervolgens om te kleden in boerenkleding en hij droeg zelf boerenkleding. Hij had zelf geen documenten bij zich, ik weet niet of hij die meenam uit Moskou. Hij bood aan wapens te laten vallen, en gaf persoonlijk orders en documenten voor mij, maar afgezien van zijn adjudant, een majoor in rang, ik vergat zijn achternaam, gooide niemand gooide documenten of wapens weg. Hij motiveerde dit door te zeggen dat als we door de vijand worden gepakt, hij ons voor boeren zal houden en ons zal laten gaan.
Vlak voordat hij het front overstak, reed kameraad Koelik met een boerenwagen over de weg waarlangs de Duitse tanks zich voortbewogen... en alleen een gelukkig toeval redde ons van een ontmoeting met de Duitsers. Maarschalk kameraad Koelik zei dat hij goed kon zwemmen, maar hij zwom de rivier niet over, maar wachtte tot er een vlot in elkaar was gezet.

Vanaf 28 juli 1941 terug in Moskou, leidde hij een speciale groep die was opgericht onder de Volkscommissaris van Defensie voor de vorming van nieuwe fuseliers-, tank- en artillerie-eenheden: het hoofddirectoraat voor de vorming en bemanning van troepen Glavoepraform.
Op 6 augustus werd hij uit zijn functie ontheven "wegens het onbevredigende werk in deze functie". Op 17 juli 1941 stuurde het hoofd van het 3e directoraat van de NPO van de USSR, majoor van de staatsveiligheid A. N. Michejev, documenten naar S.P. Oeritski en G.I. Bondar, die een paar jaar geleden werden neergeschoten, die het Duitse leger en de lafheid in het milieu prezen. Het document eindigde met een voorstel om Koelik onmiddellijk te arresteren.
In september 1941 nam Koelik het bevel over het 54e Leger, dat vanaf het moment dat het naar de noordwestelijke richting was overgebracht, defensieve posities innam langs de rechteroever van de rivier de Volchov.
G.K. Zjoekov werd op 14 september 1941 commandant van het Leningradfront en beval het 54e Leger om in het offensief te gaan in het gebied van Mga om het Beleg van Leningrad te doorbreken. De operatie mislukte. Op 26 september verving hij Koelik door luitenant-generaal M.S. Chozin. In oktober 1941 kreeg Koelik bevel om het 56e Leger te vormen om Rostov aan de Don te verdedigen. Op 9 november 1941 stuurde Jozef Stalin hem naar Kertsj om het bevel over het 51e Leger te nemen. Dat 51e Leger bevond zich in een betreurenswaardige staat: de meeste divisies hadden elk 300 man, te weinig om stellingen in te nemen. Op 12 november gaf Koelik bevel om militair materieel uit de Krim te evacueren. Op 16 november viel Kertsj.
Op 19 november, nadat de troepen die uit de Krim waren geëvacueerd en defensieve posities hadden ingenomen op het schiereiland  Taman, vertrok Koelik, als vertegenwoordiger van de ‘’Stavka’’ aan het Zuidelijk Front, naar Rostov aan de Don.
Op 20 november 1941 trokken Duitse troepen Rostov aan de Don binnen. Na nog een mislukking werd Koelik teruggeroepen naar Moskou.

## Krijgsraad
Op 6 februari 1942 ondertekende Jozef Stalin het decreet van het Staatsverdedigingscomité van de USSR nr. 1247ss “Over kameraad Koelik G. I.”, die de opdracht kregen om maarschalk Koelik voor de rechtbank te brengen en zijn zaak over te dragen aan de openbaar aanklager van de USSR. De gronden om voor de rechter te verschijnen waren het feit dat Koelik geen gevolg gaf aan de bevelen om Kertsj koste wat het kost vast te houden, zijn goedkeuring van de overgave van Kertsj aan de vijand en alarmerend gedrag, dat leidde tot de demoralisatie van de troepen, het defaitistische gedrag van Koelik tijdens de overgave van Rostov aan de Duitsers.
Op 13 februari 1942 ondertekende Stalin een nieuwe GKO-resolutie nr. 1276ss "Over de samenstelling van de rechtbank om de zaak te behandelen op beschuldiging van maarschalk van de Sovjet-Unie Koelik G. I.". 
De volgende personen werden goedgekeurd voor behandeling van de zaak: de voorzitter van de rechtbank - V.V. Oelrich ; leden van de rechtbank - P.A. Artemjov, E.A. Sjtsjadenko ; secretaris - A.A. Butner. De zaak werd bevolen om te worden behandeld in een besloten rechtszitting, zonder getuigen op te roepen en zonder deelname van de aanklager en de verdediging, in aanwezigheid van de Openbaar aanklager van de USSR. 
Op 16 februari 1942, door de speciale aanwezigheid van het Hooggerechtshof van de USSR, werd maarschalk van de Sovjet-Unie Koelik G. I. beschuldigd op grond van artikel 193-21, paragraaf "b" van het Wetboek van Strafrecht van de RSFSR in een militair misdrijf, namelijk dat hij in november 1941, als geautoriseerde vertegenwoordiger van het hoofdkwartier van het opperbevel in de richting van Kertsj, in strijd met het bevel van het hoofdkwartier, de troepen beval de stad Kertsj te verlaten. De rechtbank vond Koelik schuldig en diende een verzoekschrift in bij het presidium van de Opperste Sovjet van de USSR om Koelik de militaire rang van maarschalk van de Sovjet-Unie, de titel van held van de Sovjet-Unie en alle overheidsonderscheidingen te ontnemen.
Op 19 februari 1942 In overeenstemming met dit vonnis keurde het presidium van de Opperste Sovjet van de USSR een decreet goed waarbij Koelik werd beroofd van de titel van held van de Sovjet-Unie, drie Leninorden, drie Orde van de Rode Banier en andere onderscheidingen en de titel van maarschalk van de Sovjet-Unie. In dezelfde maand werd hij ontslagen als plaatsvervangend volkscommissaris van Defensie van de USSR. Bij besluit van de plenaire vergadering van het Centraal Comité van de Communistische Partij van de Sovjet-Unie van 24 februari 1942 werd hij uit het Centraal Comité van de Communistische Partij van de Sovjet-Unie gezet.
Op 17 maart 1942 werd Koelik gedegradeerd tot generaal-majoor bij een resolutie van de Raad van Volkscommissarissen van de USSR. Uit het bevel van de volkscommissaris van Defensie van de USSR van 2 maart 1942:

Koelik G. I., voormalig maarschalk, held van de Sovjet-Unie en plaatsvervangend volkscommissaris van Defensie, die in november 1941 door het hoofdkwartier van het opperbevel in de richting van Kertsj werd gemachtigd, in plaats van eerlijke en onvoorwaardelijke uitvoering van de opdracht van het hoofdkwartier "houd Kertsj ten koste van alles en laat de vijand dit gebied niet bezetten”, zonder toestemming, in strijd met het bevel van het hoofdkwartier en zijn militaire plicht zonder het hoofdkwartier te waarschuwen, gaf hij op 12 november 1941 een wederrechtelijk bevel om alle troepen uit Kertsj binnen twee dagen en laat de Kertsj regio aan de vijand over, waardoor Kertsj op 15 november 1941 werd overgegeven.
Koelik nam bij aankomst op 12 november 1941 in de stad Kertsj niet alleen ter plekke geen beslissende maatregelen tegen de paniekstemmingen van het bevel over de Krim troepen, maar zijn defaitistische gedrag in Kertsj vergrootte de paniek en demoralisatie onder de bevolking alleen maar.
Dit gedrag van Koelik is niet toevallig, aangezien zijn gelijkaardige defaitistische gedrag ook plaatsvond tijdens de ongeoorloofde overgave van de stad Rostov in november 1941, zonder de goedkeuring van het hoofdkwartier en in strijd met het bevel van het Hoofdkwartier.
Bovendien, zoals vastgesteld, dronk Koelik tijdens zijn verblijf aan het front systematisch, leidde hij een verdorven levensstijl en misbruikte hij de rang van maarschalk van de Sovjet-Unie en plaatsvervangend volkscommissaris van defensie, hield hij zich bezig met zelfvoorziening en plundering van staatseigendom, verspilde honderdduizenden roebels voor dronkenschap uit staatsfondsen en het introduceren van ontbinding in de gelederen van onze commandostaf. Koelik G. I., die de ongeoorloofde overgave van de steden Kertsj en Rostov aan de vijand in november 1941 had toegestaan, schond de militaire eed, vergat zijn militaire plicht en veroorzaakte ernstige schade aan de verdediging van het land. Verdere militaire gebeurtenissen aan het Zuidelijk Front en de Krim, toen Rostov en Kertsj, als resultaat van bekwame en beslissende acties van onze troepen, spoedig op de vijand werden heroverd, bewezen duidelijk dat het volledig mogelijk was om deze steden te verdedigen en ze niet over te geven aan de vijand.
Voor al deze criminele daden heeft het Staatsverdedigingscomité G. I. Koelik voor de rechter gedaagd.
De speciale aanwezigheid van het Hooggerechtshof van de USSR bevestigde de schuld van G. I. Koelik in de aanklachten tegen hem. Tijdens het proces pleitte Koelik G. I. schuldig.

Sinds maart 1942 stond hij ter beschikking van de volkscommissaris van Defensie van de USSR. Op 15 april 1943 werd hij gepromoveerd tot luitenant-generaal en benoemd tot commandant van het 4e Garde Leger, dat deel uitmaakte van het militair district Steppe Met het begin van de transformatie van het district in het Steppefront werd het leger teruggetrokken naar de Stavka reserve. Van 19 tot 23 juli, tijdens de veldslagen in de richting van Belgorod-Charkiv, vocht het 4e Garde Leger als onderdeel van het Steppe Front. 
Daarna tot augustus ging het 4e Garde Leger weer in reserve. Op 13 augustus 1943 werd het 4e Garde Leger toegevoegd aan het Voronezjfront en  nam deel aan de strategische offensieve operatie Belgorod-Charkiv. Een ooggetuige schreef:

Om het Voronezjfront te versterken kreeg Nikolaj Vatoetin het 4e Garde Leger van G. I. Koelik. Ik herinner me deze man met een bitter gevoel. Aan het begin van de oorlog voltooide hij tevergeefs de taken van het hoofdkwartier in westelijke richting, waarna hij net zo slecht het bevel voerde over een van de legers bij Leningrad. Vanwege zijn negatieve persoonlijke kwaliteiten genoot hij geen respect onder de troepen en wist hij niet hoe hij de acties van de troepen op een ordelijke manier moest organiseren.

In september 1943 werd hij ontheven van het bevel over het 4e Gardeleger en overgedragen aan het hoofdpersoneelsdirectoraat. Zjoekov schreef later:

Op 18 augustus lanceerde de vijand een tegenaanval vanuit de regio Ochtyrka. Om het af te weren werd bovendien het 4e Gardeleger, dat aankwam vanuit de Stavka reserve, in de strijd geworpen. Het stond onder bevel van generaal G. I. Koelik. Helaas kon hij zijn taken niet goed aan en moest hij al snel van zijn bevel worden ontheven.

Van januari 1944 tot april 1945 was Koelik plaatsvervangend hoofd van de hoofddirectie voor de vorming en personeelsbezetting van het Rode Leger. Op 3 juni 1944 kreeg hij bij besluit van het secretariaat van het presidium van de Opperste Sovjet van de USSR het recht op onderscheidingen terug.
Op 3 november 1944 ontving hij zijn vierde Orde van de Rode Banier.
Op 21 februari 1945 ontving hij de vierde Leninorde.

## Degradatie, ontslag, arrestatie, foltering en terechtstelling
Op 28 februari 1945 rapporteerde een lid van de militaire raad van het hoofdkantoor, waarin Koelik toen werkte, in een memorandum gericht aan de plaatsvervangend Volkscommissaris van Defensie Nikolaj Boelganin:

Koelik bracht van het front vijf auto's, twee koeien, die de soldaten van het Rode Leger illegaal gebruikten bij de bouw van een persoonlijke datsja in de buurt van Moskou. Bovendien eigende hij zich volgens de militaire hoofdaanklager een datsja op de Krim toe met eigendommen - meubels, gebruiksvoorwerpen, enz. zonder de kosten te betalen. Om de datsja te bewaken, plaatste hij een schildwacht - een jager van het grensdetachement Soebbotin.

Op 12 april 1945 ontsloeg de volkscommissaris van Defensie Koelik "wegens inactiviteit en dronken gesprekken". Op 27 april 1945 werd tijdens een bijeenkomst van het Partijcontrolecomité (CPC) de partijkaart van Koelik afgenomen. Op 19 juli 1945 degradeerde de Raad van Volkscommissarissen van de USSR Koelik tot generaal-majoor.

Maarschalk van de Sovjet-Unie G. I. Koelik kon noch het leger leiden, noch de taken van een vertegenwoordiger van het hoofdkwartier uitvoeren. En dit werd bepaald door onvoldoende training en persoonlijke kwaliteiten. Hij paste er gewoon niet in.

In de zomer van 1945 werd hij plaatsvervangend commandant van het militair district Wolga-Oeral. Op 28 juni 1946 werd hij ontslagen omdat hij had geklaagd dat hij onterecht was afgeschreven, en geleid door parvenu's, en kritische opmerkingen had gemaakt over Nikolaj Boelganin en Lavrenti Beria. Op 11 januari 1947 werd Koelik gearresteerd. De dochter van Andrejeva-Gorboenova getuigde dat ze Koelik hoorde huilen in de Lefortovo gevangenis: "Vertel Stalin dat we hier verslagen zijn!”
Op 24 augustus 1950 vond het Militaire College van het Hooggerechtshof van de Sovjet-Unie Koelik schuldig aan “het organiseren van een samenzweerderige groep om de Sovjetmacht te bestrijden” en veroordeelde hem tot de dood met de kogel. Op zijn proces verklaarde hij: 

Mijn getuigenis die ik tijdens het vooronderzoek heb afgelegd, is een valse en het gevolg van de illegale onderzoeksmethode die ik heb ondergaan, wat ik volledig verwerp

Op 24 augustus 1950 werd hij samen met held van de Sovjet-Unie, kolonel-generaal Vasili Gordov gefusilleerd. Zijn lijk werd gecremeerd en zijn as werd op de Donskoj-begraafplaats uitgestrooid.

## Postuum eerherstel
Na de dood van Stalin in 1953 vroeg het hoofd van de militaire aanklager, die de zaak van Koelik herzag, de mening van de generale staf over de omstandigheden van de overgave van Kertsj in november 1941. De generale staf antwoordde aan het parket:

Een studie van de beschikbare documenten toont aan dat onder de gegeven omstandigheden het bevel over de troepen in de richting van Kertsj, evenals de voormalige maarschalk van de Sovjet-Unie G. I. Koelik, met verzwakte krachten en middelen om de stad Kertsj te behouden de loop van de vijandelijkheden niet in ons voordeel kon veranderen

Op 11 april 1956 werd de strafzaak tegen Koelik herzien en nietig verklaard bij gebrek aan bewijs. Op 28 september 1957 herstelde het presidium van de Opperste Sovjet Koelik postuum als maarschalk van de Sovjet-Unie en held van de Sovjet-Unie. Op de Donskoj-begraafplaats werd een monument opgericht voor de slachtoffers van politieke repressie, met de naam van G. I. Koelik gegraveerd.

## Onderscheidingen

### Sovjet-Unie
- Held van de Sovjet-Unie met Gouden Ster: 21 maart 1940
- 4 x Leninorde: 3 januari 1937, 22 februari 1938, 21 maart 1940 en 21 februari 1945
- 4 x Orde van de Rode Banier: 15 december 1919, 11 mei 1921, 13 februari 1930 en 3 november 1944
- Jubileummedaille voor XX Jaar Rode Leger van Arbeiders en Boeren 22 februari 1938
- Medaille voor de Verdediging van Leningrad 1943
- Medaille voor de Overwinning over Duitsland in de Grote Patriottische Oorlog 1941-1945 1945

### Keizerrijk Rusland
- Sint-Georgekruis 4e klasse: 1915

- Gemeinsame Normdatei: 123009324
- International Standard Name Identifier: 0000 0000 1239 4976
- Library of Congress Control Number: nb2015023895
- Virtual International Authority File: 57510130
- WorldCat: E39PBJqBwbYWh6mdMtbpjJ83cP